# 大口小眼蛇鰻
大口小眼蛇鰻，為輻鰭魚綱鰻鱺目糯鰻亞目蛇鰻科的其中一種，分布於印度太平洋區，包括印尼、澳洲、帛琉、夏威夷群島、日本、復活節島、智利、馬貴斯群島、皮特凱恩群島等海域，體長可達60公分，棲息在沙泥底質海域，屬肉食性，生活習性不明。

## 擴展閱讀
維基物種上的相關：大口小眼蛇鰻